# Józef Piotrowski (chorąży)
Józef Piotrowski (ur. 2 czerwca 1897 w Radomiu, zm. 18 sierpnia 1920 w bitwie pod Żółtańcami) – chorąży, kawalerzysta Wojska Polskiego. Uczestnik I wojny światowej i wojny polsko-bolszewickiej. Kawaler Orderu Virtuti Militari.

## Życiorys
Urodził się 2 czerwca 1897 w rodzinie Franciszka Ksawerego i Lucyny z Chelińskich. Podczas studiów powołany do armii rosyjskiej. Skierowany następnie do Szkoły Oficerskiej Artylerii w Petersburgu w ramach Armii Imperium Rosyjskiego. Od 1917 służył w Bobrujsku w I Korpusie Polskim. Po rozwiązaniu Korpusów wrócił do Polski i zapisał się na Politechnikę Warszawską. Od listopada 1918 w 1 pułku szwoleżerów. Następnie studiował w szkole podchorążych kawalerii w Warszawie, po jej ukończeniu w stopniu chorążego przydzielony do 14 pułku ułanów jazłowieckich.
Poległ w bitwie pod Żółtańcami 18 sierpnia 1920, gdzie: "kawaleria polska pod naporem przeważających sił nieprzyjaciela zaczęła się cofać, do szarży skierowany został 14 p.uł. Jako dowódca plutonu P. rzucił się pierwszy na bolszewików powodując zamieszanie w ich szeregach. Otoczony przez kozaków, ciężko ranny, pistoletem i szablą walczył do ostatka." Za tę postawę pośmiertnie odznaczony Orderem Virtuti Militari V kl. i awansowany na podporucznika.

## Ordery i odznaczenia
- Krzyż Srebrny Orderu Wojskowego Virtuti Militari nr 3936 – pośmiertnie (1921)[1][3][2]
- Krzyż Walecznych[1]